# Maevia luzonica
Maevia luzonica är en spindelart som beskrevs av Karsch 1880. Maevia luzonica ingår i släktet Maevia och familjen hoppspindlar. Inga underarter finns listade i Catalogue of Life.